# Marcus Servilius Silanus
Marcus Servilius Silanus war ein im 2. Jahrhundert n. Chr. lebender römischer Politiker.
Durch eine Inschrift und die Fasti Ostienses, auf denen sein Name partiell erhalten ist, ist belegt, dass Silanus 152 zusammen mit Publius Cluvius Maximus Paulinus Suffektkonsul war; die beiden traten ihr Amt am 1. Oktober des Jahres an. Im Jahr 188 war er zusammen mit Seius Fuscianus ordentlicher Konsul.